# Kappa Columbae
Kappa Columbae ( κ Columbae, förkortat Kappa Col,  κ Col) som är stjärnans Bayerbeteckning, är en ensam stjärna belägen i östra delen av stjärnbilden Duvan. Den har en skenbar magnitud på 4,37 och är synlig för blotta ögat. Baserat på en årlig parallaxförskjutning på 17,87 mas, beräknas den befinna sig på ett avstånd av 183 ljusår (56 parsek) från solen. Den har en egenrörelse på 20,2 ± 1,9 km/s , vilket gör den till en kandidat som runaway-stjärna.

## Nomenklatur
För tidigare arabiska astronomer bildade Kappa Columbae, tillsammans med Furud (Zeta Canis Majoris), Lambda Canis Majoris, Delta Columbae, Gamma Columbae, Theta Columbae, Lambda Columbae, My Columbae och Xi Columbae asterismen Al Ḳurūd (ألقرد- al-qird), ”aporna”.
På kinesiska refererar 孫 (Sūn), som betyder sonson, till en asterism som består av Kappa Columbae och Theta Columbae. Därav är Kappa Columbae själv känd som 孫 一 (Sūn yī, ”sonsonens första stjärna”).

## Egenskaper
Kappa Columbae är en jättestjärna av typ K och av spektralklass K0.5 IIIa. Stjärnan har en uppskattad massa som är 1,76 gånger solens massa. Den uppmätta vinkeldiametern för stjärnan, efter korrigering för randfördunkling, är 1,75 ± 0,03 mas. Vid stjärnans beräknade avstånd ger detta en radie som är ca 10,5 gånger solens radie. Den avger omkring 57 gånger mer energi än solen från dess yttre atmosfär vid en effektiv temperatur på ca 4 876 K. Den roterar snabbt med en projicerad rotationshastighet på 111 km/s.
Kappa Columbae är ca 1,7 miljarder år gammal och är katalogiserad som en misstänkt variabel stjärna.